# 鳥喜斎栄綾
鳥喜斎 栄綾（ちょうきさい えいりょう、生没年不詳）とは、江戸時代の浮世絵師。

## 来歴
鳥文斎栄之の門人。俗名不明、作は寛政の頃の作と見られる肉筆美人画「納涼美人図」1点と、寛政7年（1795年）刊行の狂歌本『歳旦狂歌江戸紫』の挿絵1図が知られる。「納涼美人図」に描かれる美人には、容貌に師である栄之の影響がうかがえる。

## 作品
- 『歳旦狂歌江戸紫』　※寛政7年、万亀亭主人編。檜皮嘗人の狂歌に「栄綾画」と落款し兎を描く。
- 「納涼美人図」　絹本着色　ニューオータニ美術館所蔵　※「鳥喜斎榮綾画」の落款、「榮綾」の朱文方印あり